# 유관 (해부학)

유관은 젖샘과 유두를 잇는 가는 관으로, 수유하는 여성 혹은 암컷 포유동물의 경우 젖이 이동하는 통로로 이용된다. 수유를 하지 않는 경우는 케라틴이 유관을 막아 박테리아 감염을 예방한다. 유관은 대롱형태의 상피세포로 이루어져 있고, 젖샘에서 모인 가는 유관이 유두쪽으로 오면서 모이는 나무꼴을 하고 있다.
대부분의 유방암은 유관의 상피세포에서 발생하는 유관 상피내암종으로부터 시작된다.

## 같이 보기
- 젖분비
- 모유 수유
- 사람 세포 유형 목록